# بيتر فوغلر
بيتر فوغلر (بالإنجليزية: Peter Vogler)‏ هو لاعب كرة قاعدة أسترالي، ولد في 10 سبتمبر 1964.

## وصلات خارجية
- بيتر فوغلر على موقعبيزبول رفرنس.كوم (الدوري الثانوي) (الإنجليزية)
- بيتر فوغلر على موقع أوليمبيديا (الإنجليزية)
- بيتر فوغلر على موقع اللجنة الأولمبية الأسترالية (الإنجليزية)